# Linia kolejowa Swietacz – Centralit
Linia kolejowa Swietacz – Centralit – linia kolejowa na Białorusi łącząca przystanek Swietacz ze stacją Centralit. Stanowi zachodnią obwodnicę kolejową Homla.
Linia w całości znajduje się w Homlu, w obwodzie homelskim.
Linia jest zelektryfikowana do przystanku Milcza. Dalej sieć trakcyjną posiada łącznica w kierunku stacji Homel. Do Milczy linia jest dwutorowa. Odcinek Milcza - Centralit jest niezelektryfikowany i jednotorowy. 